# Шарп (окръг, Арканзас)
Окръг Шарп (на английски: Sharp County) е окръг в щата Арканзас, Съединени американски щати. Площта му е 1769 km², а населението – 17 264 души (2010). Административен център е град Аш Флат.